# Paweł Adamski
Paweł Adamski (ur. 1963) – polski aktor teatralny, filmowy i telewizyjny.
W 1988 został absolwentem Wydziału Lalkarskiego PWST we Wrocławiu (filia krakowskiej PWST). W tym samym roku, 16 października, zadebiutował w teatrze – w roli Chłopca I w inscenizacji Przygody Pchły Szachrajki Jana Brzechwy w reżyserii Wiesława Sierpińskiego na deskach Teatru im. Cypriana Kamila Norwida w Jeleniej Górze.

## Teatr
Aktor występował w teatrach:
- 1988–1997 – Teatr im. Cypriana Kamila Norwida w Jeleniej Górze;
- 1997–2000 – Teatr im. Wilama Horzycy w Toruniu;
- 2000–2001 – Teatr Dramatyczny im. Jerzego Szaniawskiego w Wałbrzychu;
- 2001–2003 – Teatr w Grudziądzu;
- 2005–2006 – Teatr Cinema w Michałowicach.

Źródło: Filmpolski.pl.

### Spektakle teatralne
- 1988 – Przygody Pchły Szachrajki jako Chłopiec I (reż. Wiesław Sierpiński)
- 1989 – Gmach jako Ajent X (reż. Jerzy Zoń)
- 1989 – Miłość do trzech pomarańczy jako Leandro (reż. Andrzej Jamróz)
- 1989 – Ostatnia wieczerza jako John (reż. Edvard Myska)
- 1989 – Noc Walpurgii jako pacjent (reż. J. Zoń)
- 1989 – Opowieści petersburskie jako mjr Kowalew; Znaczna Osobistość (reż. Wiesław Hołdys)
- 1990 – Romans róży jako Uczeń 3; Próżny 4; Kwiat; Gość 2 (reż. Adolf Weltschek)
- 1990 – Wielkanoc jako Elis (reż. E. Myska)
- 1990 – Monachomachia jako doktor (reż. J. Zoń)
- 1990 – Martwe dusze jako Maniłow; Michał Sobakiewicz (reż. W. Hołdys)
- 1990 – Świętoszek jako Loyal egzekutor (reż. Zygmunt Bielawski)
- 1991 – Ciuciubabka albo ślepiec jako Szef – Kreon (reż. Marc Bober)
- 1992 – Bambuko jako Kominiarz (reż. Jerzy Bielunas)
- 1992 – Kolędnicy (reż. Jan Skotnicki, Z. Bielawski)
- 1993 – Zemsta jako Śmigalski (reż. Z. Bielawski)
- 1993 – Cyganie z Andaluzji jako Cygan (reż. Henryk Adamek)
- 1993 – Calineczka jako książę Kumak; Pająk 2; Sekretarz (reż. Jacek Medwecki)
- 1993 – Historia żywota św. Marcina (reż. J. Skotnicki)
- 1993 – Igraszki z diabłem jako Solfernus (reż. Z. Bielawski)
- 1994 – Poskromienie złośnicy jako Gremio (reż. Jurij Krasowski)
- 1994 – Glątwa nowa jako Cielęciewicz (reż. Andrzej Bubień)
- 1994 – Straszny dwór jako Andre, Cyrulik 2, Konkurent (reż. J. Medwecki)
- 1995 – Śluby panieńskie jako Albin (reż. Z. Bielawski)
- 1995 – Stara kobieta wysiaduje jako lekarz (reż. A. Bubień)
- 1995 – Rewizor jako Ziemlanika (reż. J. Krasowski)
- 1995 – Alicja w Krainie Czarów jako Królik (reż. J. Medwecki)
- 1995 – Antygona jako jeden z chóru (reż. A. Bubień); także asystent reżysera
- 1996 – Mały książę jako bankier (reż. Cezary Domagała)
- 1996 – Miarka za miarkę jako Lucio (reż. Krzysztof Pankiewicz)
- 1996 – Królowa Śniegu jako książę Sampalecsenadeptal; Zbój (reż. J. Medwecki)
- 1997 – Gwałtu, co się dzieje! jako Filip (reż. A. Bubień)
- 1997 – Agnes jako ginekolog, mężczyzna w miękkim kapeluszu (reż. Anna Augustynowicz)
- 1997 – Pinokio jako Wieśniak; Uczeń (reż. C. Domagała)
- 1998 – Pan Tadeusz jako Podkomorzy; Buchman (reż. Irena Jun)
- 1999 – Mistrz i Małgorzata jako Woland (reż. Piotr Dąbrowski)
- 1999 – Ryszard III jako hrabia Richmond (reż. A. Bubień)
- 1999 – Wujaszek Wania jako Parobek (reż. A. Bubień); także asystent reżysera
- 2000 – Obraz jako Gruby Pan (reż. Jerzy Lach)
- 2001 – Wątpienie rzeźnika (reż. Zbigniew Szumski)
- 2001 – Toasty i wznoszenia (reż. Z. Szumski)
- 2005 – Mamo, chcę tańczyć Mahlera (reż. Z. Szumski)

Teatr Telewizji
- 1994 – Pierścień czarodzieja jako Rabarbar (reż. Teresa Kotlarczyk)[1]

## Filmografia
- 2004: Pierwsza miłość jako bandyta, który przez pomyłkę porwał Marysię Radosz
- 2005: Fala zbrodni jako Grzegorz Wygnański „Gregor” (odc. 39 Złoty półksiężyc)
- 2007: Biuro kryminalne (odc. 28 Siła zła)
- 2011: Układ Warszawski jako jubiler (odc. 4)
- 2014: Lekarze (odc. 60)
- 2014: Prawo Agaty jako biegły neurolog (odc. 71)
- 2020: Na dobre i na złe jako Zdzisiek, ojciec Gabi (odc. 788)

Źródło: Filmpolski.pl.